# Koincidence
Koincidence je v matematice vztah mezi matematickými výrazy, jejichž hodnoty jsou si velmi blízké, přičemž výrazy samotné spolu nijak jednoduše nesouvisí. Typickými příklady jsou podobnost mezi hodnotami 210=1024 a 103=1000 nebo podobnost mezi čísly π=3,14159… a 22/7=3,142857…

## Podobné názvy
- Cointidentia oppositorum